# Antigone Costanda
Antigone Costanda (en árabe: أنتيجون كوستان‎; en griego: Αντιγόνη Κωνσταντά; Alejandría, 13 de noviembre de 1932) es una diseñadora, modelo y reina de belleza egipcia de origen griego, que ganó el Miss Mundo 1954. Fue la primera, y hasta la fecha única, concursante egipcia —y del mundo árabe en general— en ganar el título de Miss Mundo.
Además del árabe, Costanda habla con fluidez griego, inglés, italiano y francés.[cita requerida]

## Biografía
El certamen de Miss Mundo se llevó a cabo el 18 de octubre de 1954 en Londres, Reino Unido, con la participación de 16 concursantes.
Según el libro de Eric Morley de 1967, The Miss World Story (en español: La historia de Miss Mundo), «Costanda irradiaba felicidad mientras afirmaba que su victoria también era por el puesto de segunda finalista de Miss Mundo 1953 de Marina Papaelia».
Al año siguiente, durante el certamen de belleza de Miss Mundo 1955, celebrado también en Londres, Costanda no asistió al evento debido a las hostilidades políticas entre Egipto y Gran Bretaña por la crisis del Canal de Suez. La actriz británica Eunice Gayson coronó a Miss Venezuela como la nueva Miss Mundo.
Antes de ganar Miss Mundo, Costanda estaba adquiriendo experiencia en la profesión de modelo y aparecía en numerosas publicaciones. Ganar Miss Mundo le ayudó aún más a alcanzar la cima de su profesión, convirtiéndose en una exitosa modelo en Medio Oriente, Francia, Italia y Grecia. En años posteriores, su carrera se orientó hacia el diseño de interiores. Dirigía una empresa dedicada al diseño de interiores de edificios comerciales. Fue una de las jueces en el concurso de Miss Egipto 2006.